# 斧山道

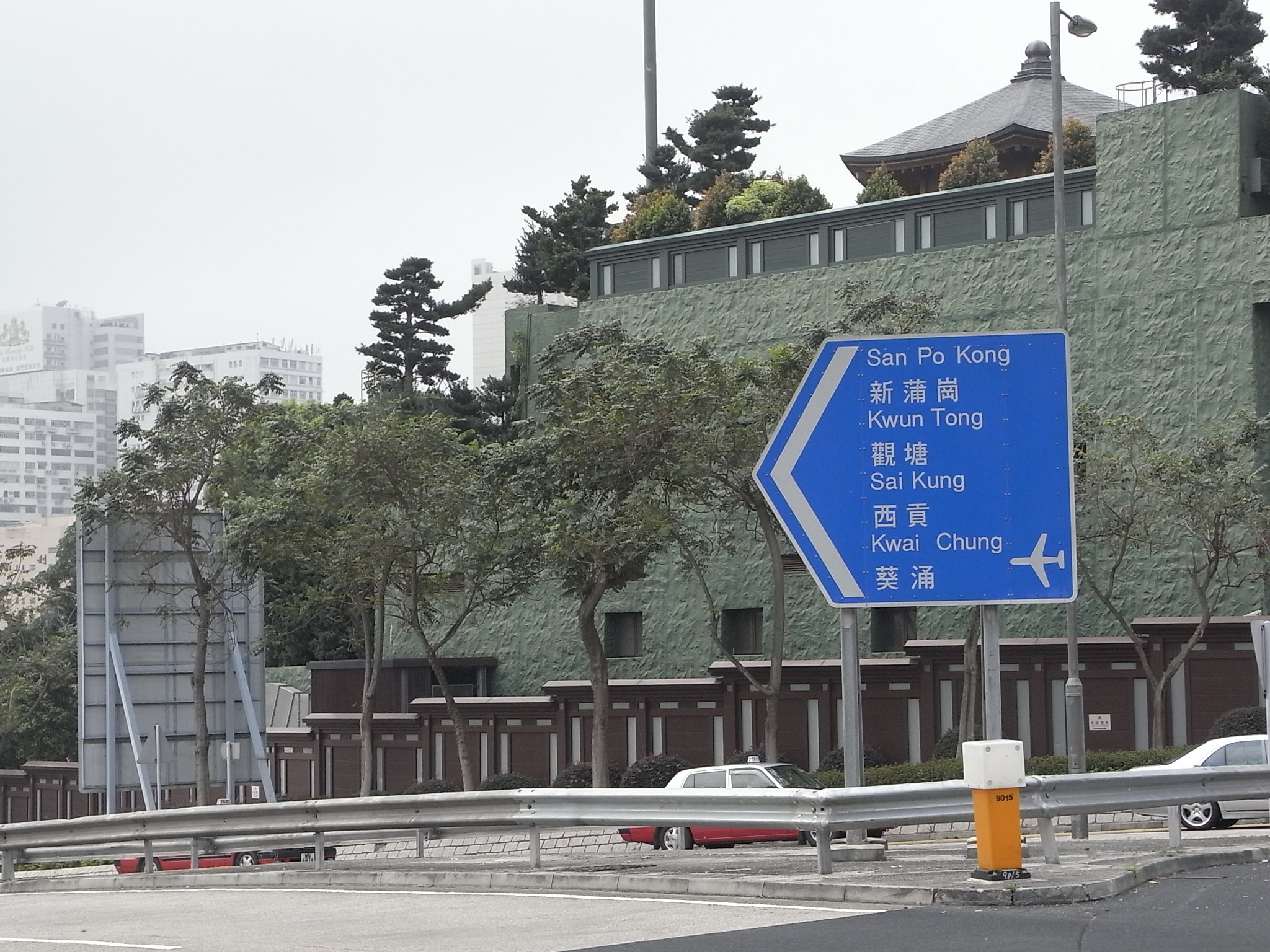
斧山道南蓮園池

斧山道（英語：Hammer Hill Road）是香港一條行車道路，全長約690米，整段道路為斜路。位於九龍東黃大仙區，是大老山隧道直通慈雲山和鑽石山火葬場之主要道路。

## 命名緣由
這條道路之所以名為斧山道，是因為築路的過程中，道路必須經過斧山，因而得名。

## 沿革
20世紀中期，配合東山村木屋區及製片廠而興建，由下元嶺起向山上修築。直至1960年代末，斧山一帶開始建造新型公共房屋，以新蒲崗北面為起點的蒲崗村道延長至富山邨對開，取代部份斧山道的功能。
1990年代初，又因配合1988年5月展開之大老山隧道（前6號幹線，現2號幹線）工程，斧山道的起點被闢作幹線的支路，曾進行大型改建，包括在斧山道運動場外修建一個迴旋處，把龍翔道交界改為行車天橋，彩虹巴士總站外的交通燈號改為迴旋處，分開來自斧山和大老山隧道及牛池灣進入新蒲崗的車流；在下元嶺旁增設一條支路連接龍翔道西行線，給予從斧山及新蒲崗前往龍翔道的受影響車輛使用；行人須改用新建的天橋和隧道等行人過路設施橫過斧山道和龍翔道交界。

## 現況
經過多次改建，目前斧山道大致可分為兩部份，包括彩虹道交界至斧山道迴旋處及斧山道迴旋處至新麗花園瓊東街。

## 建築物

### 住宅
- 彩虹邨
- 帝峰豪苑
- 宏景花園
- 瓊軒苑
- 新麗花園

### 學校
- 真鐸學校
- 香港神託會培敦中學

### 社區設施
- 斧山道游泳池
- 斧山道運動場
- 斧山公園
- 南蓮園池
- 東九龍普通科門診診所

## 道路交匯
- 彩虹道
- 龍翔道
- 大老山公路
- 鳳德道
- 平定道
- 瓊東街
- 蒲崗村道

## 交通路線

### 巴士站
斧山道南行線
- 斧山道運動場（九巴站牌編號：HA01-S-1000-0）

途經巴士路線：2F、3B、3D、3M、3X、5、116、203E、302A
途經小巴路線：九龍區19、19A、19M、19S、72、79M
斧山道北行線
- 真鐸學校（九巴站牌編號：HA01-N-1000-0）

途經巴士路線：2P、3B、3D、3M、5、116、203E、N3D
途經小巴路線：九龍區19、19A、19M、19S、72、79M